# Battaglia di Bean's Station
La battaglia di Bean's Station, combattuta nel dicembre 1863 nel Tennessee orientale, è stata l'ultimo episodio della campagna di Knoxville durante guerra di secessione americana.

## Contesto
Nel luglio 1863, a seguito della vittoria nella battaglia di Gettysburg e in quella di Vicksburg, le sorti della guerra erano a favore dei nordisti e le speranza dei confederati di raggiungere Washington erano ormai svanite.
Il 4 dicembre dello stesso anno il generale confederato James Longstreet si ritirò da Knoxville verso nord-est in direzione di Rogersville (Tennessee), inseguito dall'esercito nordista che, dopo la sostituzione di Ambrose Burnside con il generale John G. Foster, era momentaneamente comandato da John Grubb Parke, in attesa dell'arrivo di Foster.
Il 10 dicembre il generale Foster prese il comando dell'Armata dell'Ohio e proseguì l'inseguimento delle forze sudiste che intanto si erano accampati a Blain's Crossroads (circa 25 km a est di Rogersville).

## La battaglia
Il 14 dicembre, saputo che la cavalleria nordista si trovava nei pressi di Bean Station, molto più avanti rispetto alla fanteria, Longstreet cercò di circondare la cavalleria nemica e grazie alla propria superiorità numerica e all'effetto sorpresa riuscì, in un primo momento, ad avere la meglio. I nordisti però riuscirono a resistere fino all'arrivo di rinforzi.
Il giorno seguente Longstreet intendeva lanciare un nuovo attacco ma intanto nella notte i nordisti si erano asserragliato in trincee e il comandante sudista decise di rinunciare. Longstreet lasciò la zona, diretto ai propri quartieri invernali a Russellville.

## Conseguenze
La battaglia di Bean's Station segna la fine della campagna di Knoxville. La modesta vittoria dei confederati in questo scontro non ebbe tuttavia particolare influenza sull'andamento della guerra. Per di più l'arrivo del gelo invernale sospese le operazioni militari fino alla primavera del 1864.